# Arroio dos Ratos
Arroio dos Ratos – miasto i gmina w Brazylii, w stanie Rio Grande do Sul. Znajduje się w mezoregionie Metropolitana de Porto Alegre i mikroregionie São Jerônimo.